# Kristinehamns garnison
Kristinehamns garnison är en garnison inom svenska Försvarsmakten som verkade i olika former åren 1944–2006 och återigen från 2025. Garnisonen utgjordes tidigare av ett kasernetablissement i Presterud, men kommer från 2025 utgöras av ett nybyggt kasernetablissement i Harberget i Kristinehamn.

## Historik
Inför försvarsbeslutet 1942 omfattade artilleriets fredsorganisation fyra fördelningsartilleriregementen, ett kårartilleriregemente, ett fästningsartilleriregemente och två artillerikårer, samt tre luftvärnsregementen och fyra beredskapsdivisioner. 1941 års försvarsutredningen  föreslog att luftvärnsartilleriet skulle avskiljas från artilleriet och bilda ett eget truppslag. Vidare föreslogs att ett nytt kårartilleriregemente skulle bildas inom det då nya V. militärområdet. Försvarsutredningen föreslog att regementet skulle förläggas till ett nytt kasernetablissement i Örebro och benämnas Närkes artilleriregemente (A 9). Försvarsutredningens förslaget ingick i den proposition som regeringen presenterade för riksdagen den 27 mars 1942. Dock hade chefen för armén Ivar Holmquist i sitt yttrande över försvarsutredningens förslag, menat på att Örebro som förläggningsort var en mindre lämpligt för det nya kårartilleriregementet. Där han istället förordade att regementet skulle förläggas till Kristinehamn och benämnas Bergslagens artilleriregemente. 1942 års försvarsberedning hade inget att invända mot arméchefens yttrande, men föreslog att istället för Örebro skulle regementet kunna förläggas till exempelvis Filipstad eller Karlskoga. Den 8 maj 1942 presenterades regeringens proposition för riksdagen gällande förläggningsort för nytt kårartilleriregemente, där ett antal alternativ presenterades som förläggningsort för det nya kårartilleriregementet. För Kristinehamn presenterades tre olika alternativ benämnda "Alternativ A, B och C", där alternativ C utgjorde ett område väster om staden vid Varnumsviken, där staden kostnadsfritt skulle ställa mark till statens förfogande och även skulle uppföra 95 lägenheter till regementets förfogande. I den mark som staden erbjöd sig att överlåta ingick Presteruds herrgård. Karlskogas förslag till alternativ förläggningsort utgjordes av två områden Kilsta i nordvästra Karlskoga, samt ett område på 400 hektar, i höjd med Storängen, mellan sjön Möckeln och den allmänna vägen mot Degerfors, cirka två kilometer söder om Karlskogas centrala del. Örebros förslag till alternativ förläggningsort utgjordes av ett område, i höjd med Aspholmen/Bista-Pilängen/Nasta, mellan dåvarande Hallsbergsvägen och Svartån. De ekonomiska kostnaderna, exklusive markkostnader, för att uppföra ett kasernetablissement i de tre olika städerna ansågs jämförbara. I den totala jämförelsen ansågs dock Örebro vara det minst fördelaktiga alternativet ur militär synvinkel då det föreslagna området inte erbjöd någon omväxlande terräng samt ett längre avstånd till en lämplig badplats. Karlskoga och Kristinehamn sågs som likvärdiga, men Kristinehamn lyftes fram med att staden utgjorde en mindre risk för luftangrepp, bättre samövningar med de två infanteriregementena Värmlands regemente och Livregementets grenadjärer samt en mycket god bostadstillgång. Försvarsberedningen och regeringen summerade utredningen med att även om Örebro av militära skäl ägde företräde till det nya regementet, så fick staden stå tillbaka framför Karlskoga och Kristinehamn, på grund av de mindre goda övningsmöjligheterna. Karlskoga lyftes fram av arméchefen, då han ansåg fördelarna med närheten till det då planerade arméskjutfältet i Villingsberg. Regeringen gjorde dock en annan bedömning efter inrådan av artilleriinspektören, Arméförvaltningens artilleri- och tygdepartement och Fortifikationsstyrelsen att kårartilleriregemente slutligen skulle förläggas till Kristinehamn och benämnas Bergslagens artilleriregemente (A 9). Det då bland annat Kristinehamn även kunde erbjuda ett högre allmänt läroverk framför Karlskogas samrealskola. Den 17 maj 1942 antog riksdagen regeringens proposition, där Närkes artilleriregemente (A 9) istället skulle förläggas till Kristinehamn och benämnas Bergslagens artilleriregemente (A 9). Regementet invigdes officiellt den 27 april 1945 av H K H Kronprins Gustav Adolf och fick namnet Bergslagens artilleriregemente (A 9). 
Genom försvarsutredning 1988 beslutade riksdagen att truppslagsinspektörerna med truppslagsavdelningar vid arméstaben skulle sammanslås med arméns strids- och skjutskolor samt övriga truppslagsskolor, för att istället bilda så kallade truppslagscentrum. Denna omstrukturering resulterade i att arméns skolor avvecklades och de nyuppsatta truppslagscentrumen övertog ansvaret över utbildningen vid skolorna. Vid artilleriet bildades Arméns artillericentrum, vilket förlades till Kristinehamn.
Vid försvarsbeslutet 1992 beslutades det att den militära verksamheten på Kasernhöjden i Karlstad skulle flyttas till Kristinehamn, för att samlokaliseras med Bergslagens artilleriregemente inom garnisonen. År 1994 flyttade Värmlands regemente (I 2/Fo 52) tillsammans med Värmlandsbrigaden (IB 2) in på området. Därmed gjordes en ekonomisk investering i garnisonen på cirka 300 miljoner kronor. Två nya kaserner byggdes till skolkompanierna Ekeby kompani (A 9) och Livkompaniet (IB 2) samt en ny värnplikts- och personalrestaurang, Krongården. Detta för att klara en kull på cirka 1200 värnpliktiga plus anställda. Övningsfälten runt garnisonen utökades genom köp av mark. Och de skjutbanor renoverades, samt att man anlade en helt ny 600 meters skjutbana. Utöver annan modifiering och anpassning av garnisonen byggdes det även ett heltäckande stängsel runt området. När Värmlands regemente flyttade in på området övertog chefen för Värmlands regemente, som även var försvarsområdesbefälhavare, rollen som garnisonschef (fram till och med 2000, därefter var chefen för Artilleriregementet tillika garnisonschef). Då det tidigare hade beslutats genom försvarsbeslutet 1992 att mekanisera infanteribrigaderna, anpassades garnisonen för att möta den nya organisationen IB 2000, med nya garage, verkstäder och stolplador för pansarfordonen. Närövningsfältet anpassades med stråk till utbildningen av förare av pansarfordonen. 
Inför försvarsbeslutet 2000 föreslog regeringen i sin propositionen för riksdagen, att den taktiska nivån bör reduceras genom att fördelnings- och försvarsområdesstaber samt marinkommandon och flygkommandon skulle avvecklas. Detta för att utforma ett armétaktiskt, marintaktiskt respektive flygtaktiskt kommando vilka skulle samlokaliseras med operationsledningen. Förslaget innebar att försvarsområdesstaben vid Värmlands regemente skulle avvecklas. Vidare föreslog regeringen i propositionen att avveckla de fem infanteribrigaderna IB 1, IB 2, IB 12, IB 16 och NB 13. Detta då regeringen ansåg att bibehålla dem skulle kräva omfattande investeringar för att kunna utgöra enheter för mekaniserad utbildning. Vidare ansågs att deras övnings- och skjutfält i vissa fall var begränsande. Dock kan konstateras att regementet förvaltade tre stora övnings- och skjutfält, något ingen annat förband vid denna tid kunde uppvisa. Beslutet medförde att regementet med brigaden kom att avvecklas den 30 juni 2000. Från den 1 juli 2000 övergick verksamheten till en avvecklingsorganisation, fram till att avvecklingen skulle vara slutförd senast den 31 december 2001. Avvecklingsorganisationen upplöstes i sin tur den 30 mars 2001, då avvecklingen av förbandet var slutförd. Vidare ansåg regeringen att endast fyra artilleribataljoner behövdes i den framtida insatsorganisationen. Vad som stod helt klart inför försvarsbeslutet var att Wendes artilleriregemente (A 3) och Gotlands artilleriregemente (A 7) skulle avvecklas. Vilket regemente som skulle behållas i den framtida insatsorganisationen stod mellan Norrlands artilleriregemente (A 8) och Bergslagens artilleriregemente (A 9). Det som talade för att behålla A 8, var direkta närheten till övnings- och skjutfält, samt en möjlig garnisonssamordning och samverkan med främst Norrbottens regemente och Norrbottensbrigaden (MekB 19). Det som talade för en avveckling var stora avstånd och begränsade möjligheter att samöva med huvuddelen av markstridskrafterna och skolor för officersutbildning. Det som talade för att behålla A 9 i Kristinehamn var närheten till Älvdalens skjutfält samt möjligheten till samövning med ett stort antal förband i södra och mellersta Sverige. Men även att Kristinehamn redan utgjorde ett kompetenscentrum för artillerifunktionen genom Artilleriets stridsskola (ArtSS) som redan var lokaliserad till Kristinehamn. Regeringen valde därmed att föreslå en avveckling av Norrlands artilleriregemente (A 8). Men i samma förslag ansåg regeringen att det var viktigt artilleriförbanden även ges vinterförmåga. Därför skulle en artilleribataljon behållas i Boden, och inordnas under Norrbottens regemente (I 19). Kvar inom garnisonen blev A 9 och 53. underhållsgruppen. A 9 antog namnet Artilleriregementet. Även en ny organisation tillkom, Värmlandsgruppen, vars uppgift var att utbilda och stödja hemvärnet i Värmlands län. 

### Garnisonen läggs ner...
Genom försvarsbeslutet 2004 beslutades att artilleriregementsstaben skulle avvecklas samt att insatsorganisationen skulle reduceras med tre artilleribataljoner 77B, och att endast en geografisk plats skulle behållas för utbildning av artilleri. I insatsorganisationen skulle en haubitsbataljon 77B vidmakthålls i låg beredskap, samt att haubitsbataljon 77BD organiseras tidigast 2010. I regeringens avvägning gällande framtidens artilleri, ansåg man att Kristinehamn hade en begränsad verksamhet på en ort. Kristinehamn hade således begränsade möjligheter till samövning med andra funktioner inom arméstridskrafterna. Gällande Boden ansåg regeringen att den platsen hade en lämpligare infrastruktur och generell kompetens för artilleriutbildning. Vidare var Boden med Norrbottens regemente (I 19) integrerad plattform med utbildning av flera funktioner, samt hade en närhet till Norrbottens flygflottilj (F 21) i Luleå. Vidare ansågs att lokalisera artilleriet till Boden skulle säkra truppslagets subarktisk förmåga. Därmed föreslog regeringen för riksdagen i sin proposition 2004/05:5 att Artilleriregementet skulle omlokaliseras från Kristinehamn till Boden. Vidare beslutades även att Värmlandsgruppen skulle uppgå i Livregementets grenadjärgrupp. Den 31 augusti 2005 lämnade regementsstaben Kristinehamn, detta genom en avslutningsceremoni. Avslutningsceremonin markerade samtidigt slutet för den militära verksamheten i Värmland, då även personal från Försvarsmaktens logistik och Försvarsmaktens sjukvårdscentrum medverkade vid ceremonin. Den kvarvarande verksamheten i Kristinehamn övergick till en avvecklingsorganisation, vilken skulle vara helt avvecklad den 31 december 2005.
Efter att Försvarsmakten lämnade Kristinehamn övergick ägande av området till Vasallen, vilka började att utveckla området till den nya stadsdelen Presterud. Den 13 april 2016 blev det offentligt att Vasallen sålde hela sitt innehav i Kristinehamn till Merx fastigheter, vilket motsvarade 38 hektar mark och tillhörande fastigheter med en total yta på 64.000 kvadratmeter. Merx fastigheter plan för området var att bygga om åtta kaserner till lägenheter. År 2018 påbörjade Merx fastigheter sin första etapp med att bygga lägenheter på området, vilka planerades bli inflyttningsklara i april 2019. Totalt beräknade bolaget att bygga 140-150 lägenheter på det före detta garnisonsområdet.

### ... och återinrättas
Den 28 januari 2019 hade Kristinehamns, Karlskoga och Karlstads kommuner en gemensam presskonferens i Kristinehamn, där de gemensamt lade fram ett förslag om att återetablera ett artilleriregemente till Kristinehamn. Bakgrunden till kommunernas utspel var Försvarsmaktens perspektivstudie som planerades att överlämnas till riksdagen den 14 maj 2019. De ville gå ut gemensamt för att sätta Kristinehamn på kartan och skapa utveckling  och tillväxt för regionen. Kommunerna menade att mycket av infrastrukturen som lokaler, områden, skjutfält och andra faciliteter fanns kvar sedan garnisonen i Kristinehamn lämnades 2006.
Den 14 maj 2019 överlämnade försvarsberedningen sin slutrapport till regeringen, där man föreslog hur det militära försvaret skulle utvecklas åren 2021–2025. Försvarsberedningen föreslog bland annat att artilleriutbildning skulle etableras i Kristinehamn och på Villingsbergs skjutfält. I Försvarsmaktens budgetunderlag för 2021 till regeringen föreslog Försvarsmakten återhållsamhet med att upprätta nya organisationsenheter, det på grund av stora investeringskostnader och långa ledtider gällande miljötillståndsprövning. Dock var man överens i frågan om att etablera artilleriutbildning i södra Sverige, men då med Skövde garnison och Villingsbergs skjutfält som grund för utbildning av artilleriförband i södra Sverige.
Den 7 juli 2020 meddelade regeringen att man begärde in kompletterande budgetunderlag för 2021 från Försvarsmakten. I uppdraget skulle Försvarsmakten justera budgetunderlaget för 2021, med bland annat en divisionsartilleribataljon med eldrörsartilleri som skulle förläggas från 2021 till Kristinehamn och Villingsberg, där Kristinehamn pekades ut som utbildningsort och Villingsberg som skjutfält. Regeringens mål var att etableringen påbörjas under perioden 2021–2025 och nå full kapacitet innan 2030. Gruppering av det återetablerade regementet var dock inte fastställt, utan två alternativa områden utreddes som förläggning: antingen återtas det tidigare kasernetablissementet i Presterud eller så uppförs ett nytt kasernetablissementet vid Harberget i anslutning till E18. Ett tredje alternativ ska ha varit att uppföra ett kasernetablissement i området mellan Björkvallens ishall och idrottsplats och Kristinehamns energi vid riksväg 26 då det före detta övningsområdet ligger mera rätt till, jämfört med att uppföra ett kasernetablissement vid Harberget. Den 28 januari 2022 meddelade Försvarsmakten vid en presskonferens i Kristinehamn att man valt Harberget som plats för återetableringen av Bergslagens artilleriregemente. Vid presskonferensen närvarade Kristinehamns kommundirektör Martin Willén, Kristinehamns kommunstyrelses ordförande Marie Oudin (M), Fortifikationsverkets regionchef Jan-Olov Hedqvist, Skaraborgs regementes chef Stefan Pettersson och Bergslagens artilleriregementes etableringschef Sven Antonsson. Harberget valdes som plats för att det ansågs vara ekonomiskt fördelaktigt att bygga nytt, jämfört med ett återtagande av Presterudsområdet. Harbergets geografiska placering, med en direkt anslutning till riksväg 26 och E18 för vidare transport till Försvarsmaktens skjutfält i Älvdalen och Villingsberg framför att behöva transportera materiel på Presterudsvägen genom Kristinehamn var något som påverkade valet. Inledningsvis kommer Rådhuset i Kristinehamn fungera som stabshus för den arbetsgrupp vid Skaraborgs regemente som leder återetableringen av Bergslagens artilleriregemente, vilken kommer börja verka därifrån den 1 mars 2022. Den 4 december 2022 återetablerades Bergslagens artilleriregemente genom en ceremoni i Brogårdshallen, vilken representerades av bland annat prins Carl-Philip som representerat för hovet, överbefälhavare Micael Bydén, arméchef Karl Engelbrektson och försvarsminister Pål Jonson.

## Bryggerivägen 10
Inför att kasernetablissement skulle stå färdigt vid Presterudsvägen, kom staben för regementet vara lokaliserade till Villa Sanna och Frödingestugan på Bryggerivägen 10 i Kristinehamn.

## Harberget
Den 29 mars 2023 presenterade Fortifikationsverket tillsammans med Försvarsmakten och Kristinehamns kommun om hur verksamheten i Kristinehamn ska byggas upp. Det genom att temporära kontorsmoduler etableras på den tidigare husvagnsparkeringen strax öster om gamla Cabbyfabriken i Övre Kvarn. Kontorsmodulerna kommer uppföras i två etapper, där etapp 1 startar våren 2023 och etapp 2 hösten 2024. Målsättningen är att etableringen är helt klar i början av 2025. Kontorsmodulerna kommer bestå av moduler i form av en vinkelbyggnad i tre plan, samt en mindre byggnad i två plan och ger Försvarsmakten drygt 4 000 kvadratmeter yta som kommer inrymma bland annat 100 kontorsplatser. I samband med att Bergslagens artilleriregemente förläggs till de temporära kontorsmodulerna, så kommer även Örebro-Värmlandsgruppen flytta merparten av sin Örebrobaserade verksamhet till Kristinehamn. I maj 2023 upptäcktes arsenik i marken, det i samband med att en provgrävning, därmed omkullkastades planerna med att placera kontorsmoduler på Cabbys gamla husvagnsparkering.
Den 11 april 2024 flyttade regementsstaben in i de temporära kontorsmodulera vid Harberget. Rådhuset i Kristinehamn kommer i fortsättningen disponeras av regementet för bland annat representation. Inventarier som fram till 2005 fanns i Presteruds herrgård, hämtades från Boden till Rådhuset i Kristinehamn. Den 25 april 2024 flyttade Örebro-Värmlandsgruppen till Kristinehamn och Harberget, vilket uppmärksammades med en gemensam ceremoni med Bergslagens artilleriregemente, då de båda enheterna flyttade in i de temporära lokalerna i Harberget. Sedan den 1 januari 2025 är Örebro-Värmlandsgruppen en del av Kristinehamns garnison.

## Presterudsvägen
| Bergslagens artilleriregementes vapen |  | Artilleriregementets vapen |
| Bergslagens artilleriregementes vapen |  | Artilleriregementets vapen |

| Värmlands regementes vapen |  | Värmlandsbrigadens vapen |
| Värmlands regementes vapen |  | Värmlandsbrigadens vapen |

När Bergslagens artilleriregemente skulle förläggas till Kristinehamn var det inte längre ytor för stora kaserngårdar som eftersträvades. Inte heller eftersträvades att uppföra så kallade bataljonskaserner eller för den delen dubbelkompanikaserner. Den nyetablering av förband som gjordes inom armén skulle istället förläggas till kasernetablissement som gav skydd från luften, där kasernerna skulle spridas ut för att efterlikna ett bostadsområde. Kasernerna uppfördes som kompanikaserner och efter samma typritning, det vill säga alla kaserner som uppfördes under 1940-talet och 1950-talet har samma planlösning. Något som bland annat kan ses genom kasernetablissementen vid Kronan i Luleå garnison, Enköpings garnison och Norra Åsum i Kristianstads garnison, vilka starkt påminner om kasernetablissementet i Kristinehamn med dess utspridda byggnader på en tallås.

## Kungsgatan 25

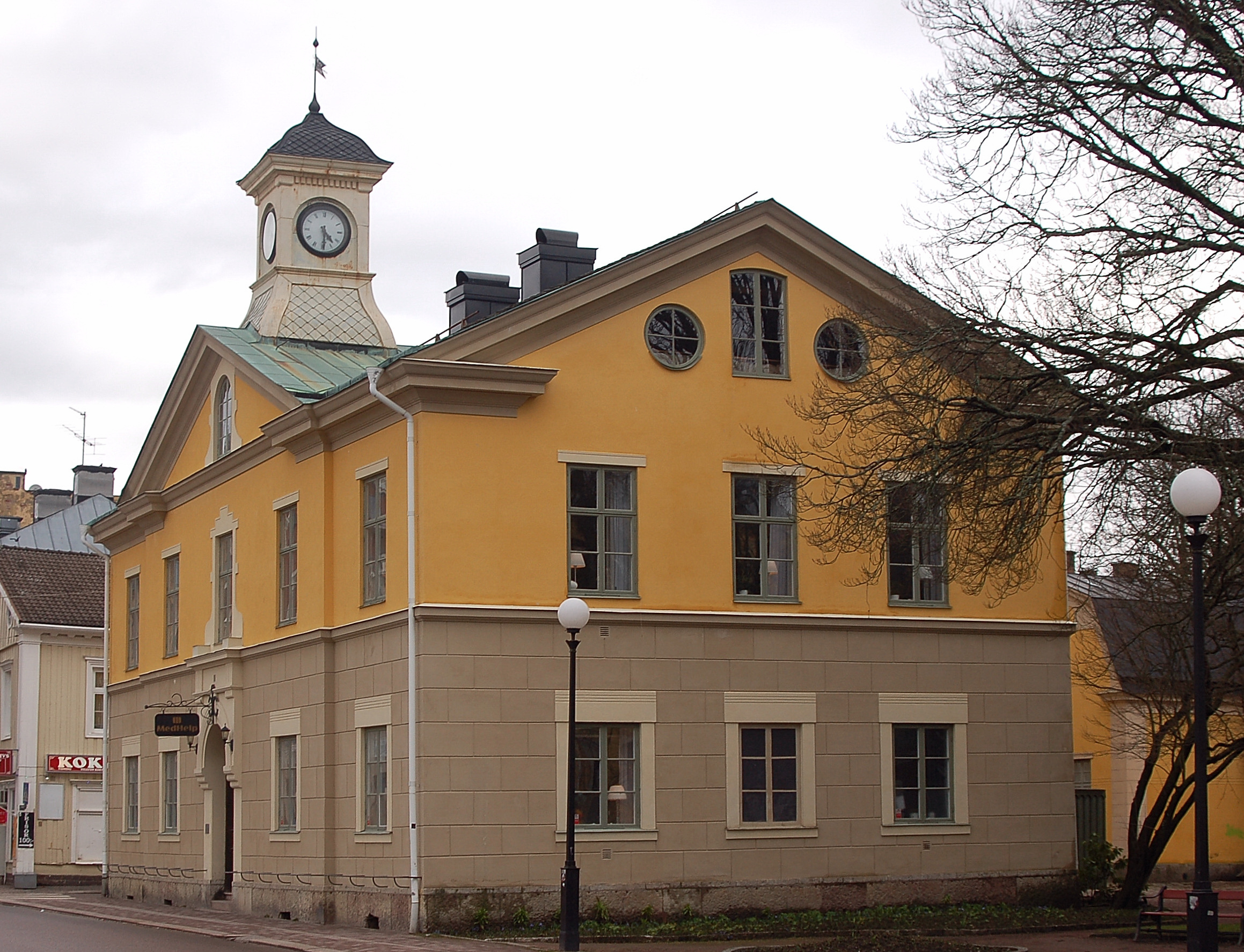
Rådhuset i Kristinehamn

Inför att kasernetablissementet skulle stå färdigt i Harberget kom staben för etableringsorganisationen för Bergslagens artilleriregemente vara lokaliserade till Kristinehamns rådhus på Kungsgatan 25 i Kristinehamn.

## Garnisonschefer
Åren 1943–1994 var garnisonschefen tillika chef för Bergslagens artilleriregemente, åren 1994–2000 tillika försvarsområdesbefälhavare samt för Värmlands regemente, åren 2000–2005 chef för Artilleriregementet.

- 1943–1946: Överste Carl Årmann
- 1946–1952: Överste Axel Philipson
- 1952–1955: Överste Thorsten Berggren
- 1955–1959: Överste Fredrik Hård
- 1959–1964: Överste Sven Sandahl
- 1964–1965: Överste Nils Holmstedt
- 1965–1974: Överste Sten Claëson
- 1974–1982: Överste Gösta Mittag-Leffler
- 1982–1986: Överste Carl Carlsson
- 1986–1992: Överste Lars Carlson
- 1992–1994: Överste Kjell Forssmark
- 1994–2000: Överste av 1:a graden Yngve Johansson
- 2000–2000: Överste Björn Tomtlund
- 2000–2002: Överste Anders Carell
- 2002–2005: Överste Göran Mårtensson
- 2005–2005: ??? [c]
- 2006–2022: Ej aktivt
- 2022–20xx: Överste Lars O Jonsson

## Skjutfält
Till garnisonen hörde som flest sex övnings-/skjutfält:

- Villingsbergs skjutfält.
- Älvdalens skjutfält
- Horssjöns skjutfält
- Kristinehamns övnings- och skjutfält, garnisonens tidigare närövningsfält
- Falu övnings- och skjutfält, tidigare Dalregementets närövningsfält
- Klockarängens skjutfält, delar av tidigare Livregementets grenadjärer närövningsfält i Örebro

## Minnesstenar och minnesmärken
| Bild | Minnessten                                          | Koordinater                                     | Kort beskrivning |
| ---- | --------------------------------------------------- | ----------------------------------------------- | --- |
|      | Värmlands regemente, Värmlandsbrigaden              | 59°18′17″N 14°04′16″Ö / 59.3048°N 14.0712°Ö     | Minnessten över Värmlands regemente och Värmlandsbrigaden. På stenen står texten Värmlands regemente och Värmlandsbrigaden 1626-2000 har deltagit i många fälttåg och framgångsrikt utmärkt sig vid Fredriksodde (1657), Tåget över Bält (1658), Lund (1676), Landskrona (1677), Narva (1700), Düna (1701), Kliszów (1702), Fraustadt (1706), Malatitze (1708), Gadebusch (1712) |
|      | Värmlands regemente, Värmlandsbrigaden              | 59°18′08″N 14°04′11″Ö / 59.302268°N 14.069613°Ö | Subalternstenen, minner om Värmlands regementes tid i Karlstad 1913-1994. Stenen manar envar till fortsatt plikttrohet, hårt arbete, gemenskap, glädje och bevarande av regementets traditioner. Stenen hämtades från övningsfältet i Karlstad och restes natten mellan den 30 juni och 1 juli 1994 av regementets subalternofficerare. Varje liten sten representerar en av dem. Även dessa stenar kommer från Karlstad. |
|      | Bergslagens artilleriregemente, Artilleriregementet | 59°18′08″N 14°04′11″Ö / 59.302268°N 14.069613°Ö | Edakanonen utanför före detta kanslihuset. Kanonen är en 24-pundig pjäs av 1694 års modell, och tillverkad vid Åkers styckebruk. Kanonen kom till Kristinehamn 1935 som skrot, efter att tidigare varit placerad i Charlottenberg. Ingenjör Kaj Böving köpte kanonen och överlämnade den till en kommitté för hembygdsvård. Kanonen monterades vid minnesstenen över Nerikes och Wermlands övningsplats 1684-1816 på Fältet i Kristinehamn. 1945 skänktes kanonen till Bergslagens artilleriregemente och monterades framför kanslihuset i Kristinehamn. Vid avvecklingen av garnisonen 2006, beslutades att kanonen ska stå kvar som ett minne över det svenska artilleriet i Kristinehamn åren 1943-2006. |

## Galleri

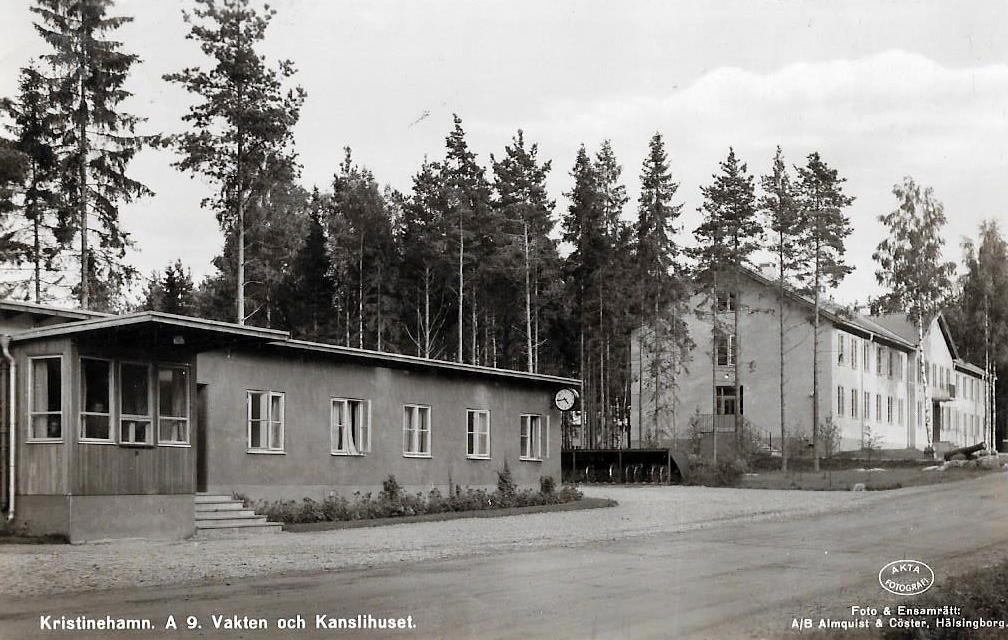
Vakten och kanslihuset vid garnisonen.
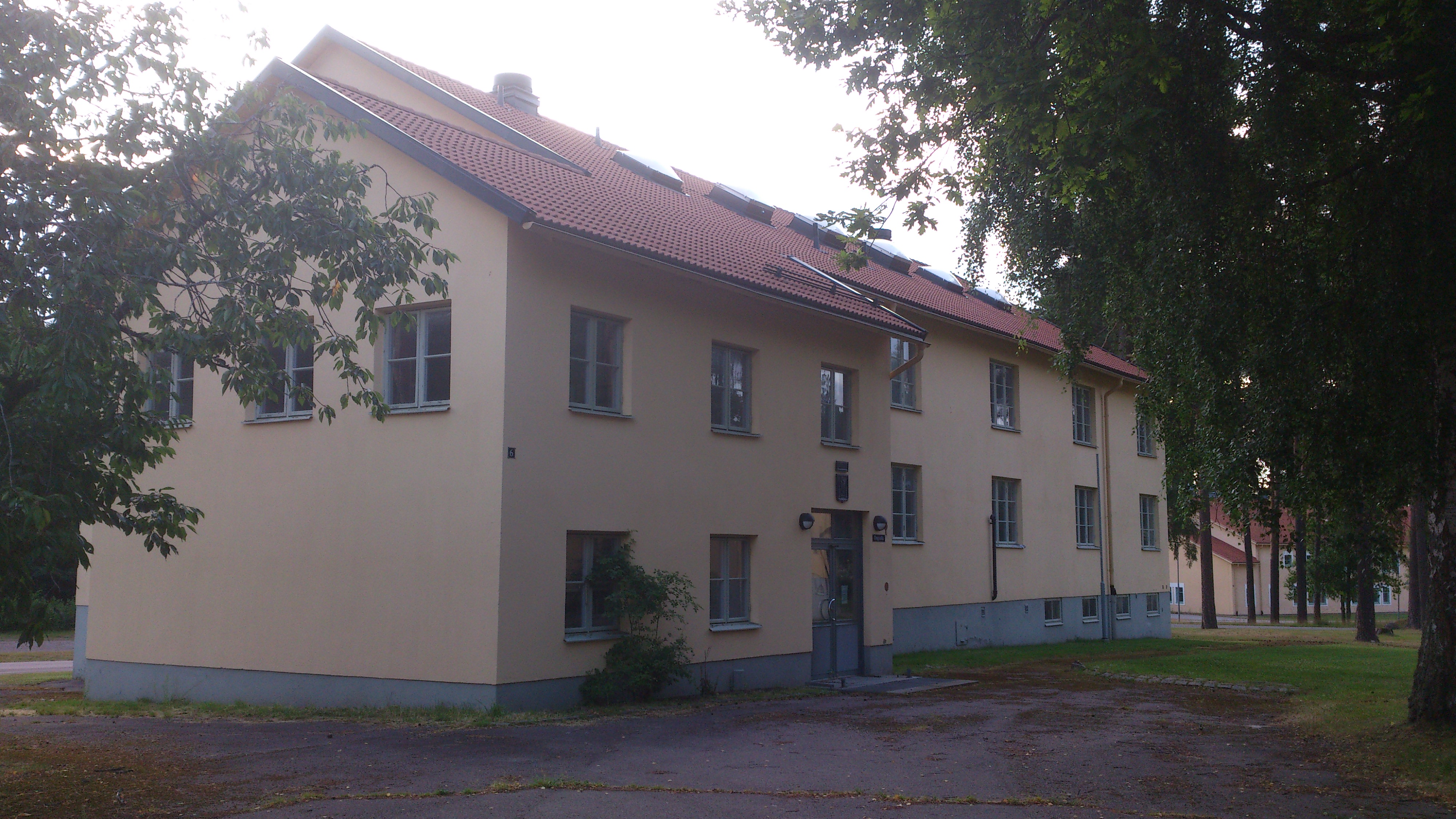
Kasern Tingvalla.
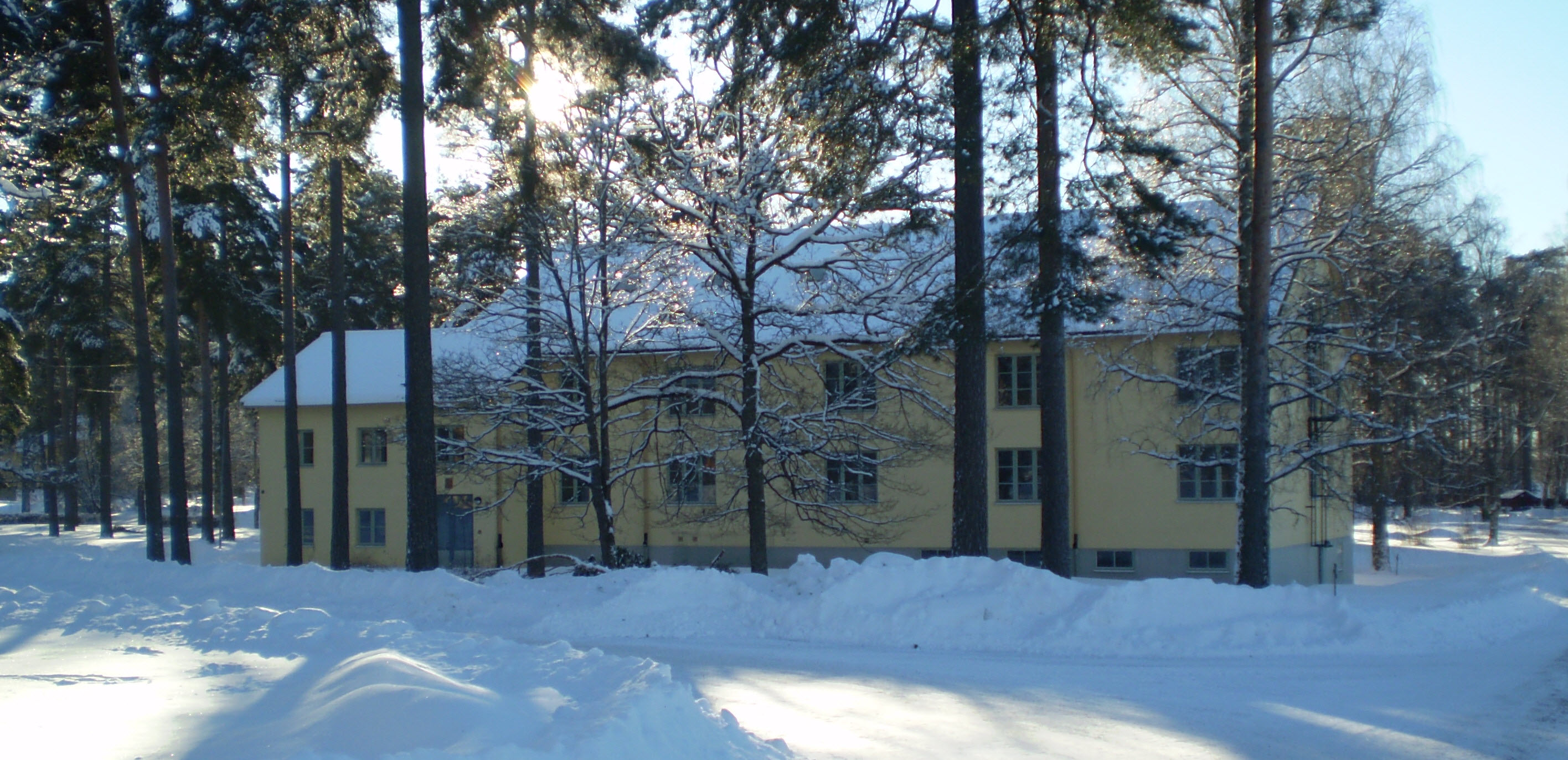
Kasern Kopparberg.
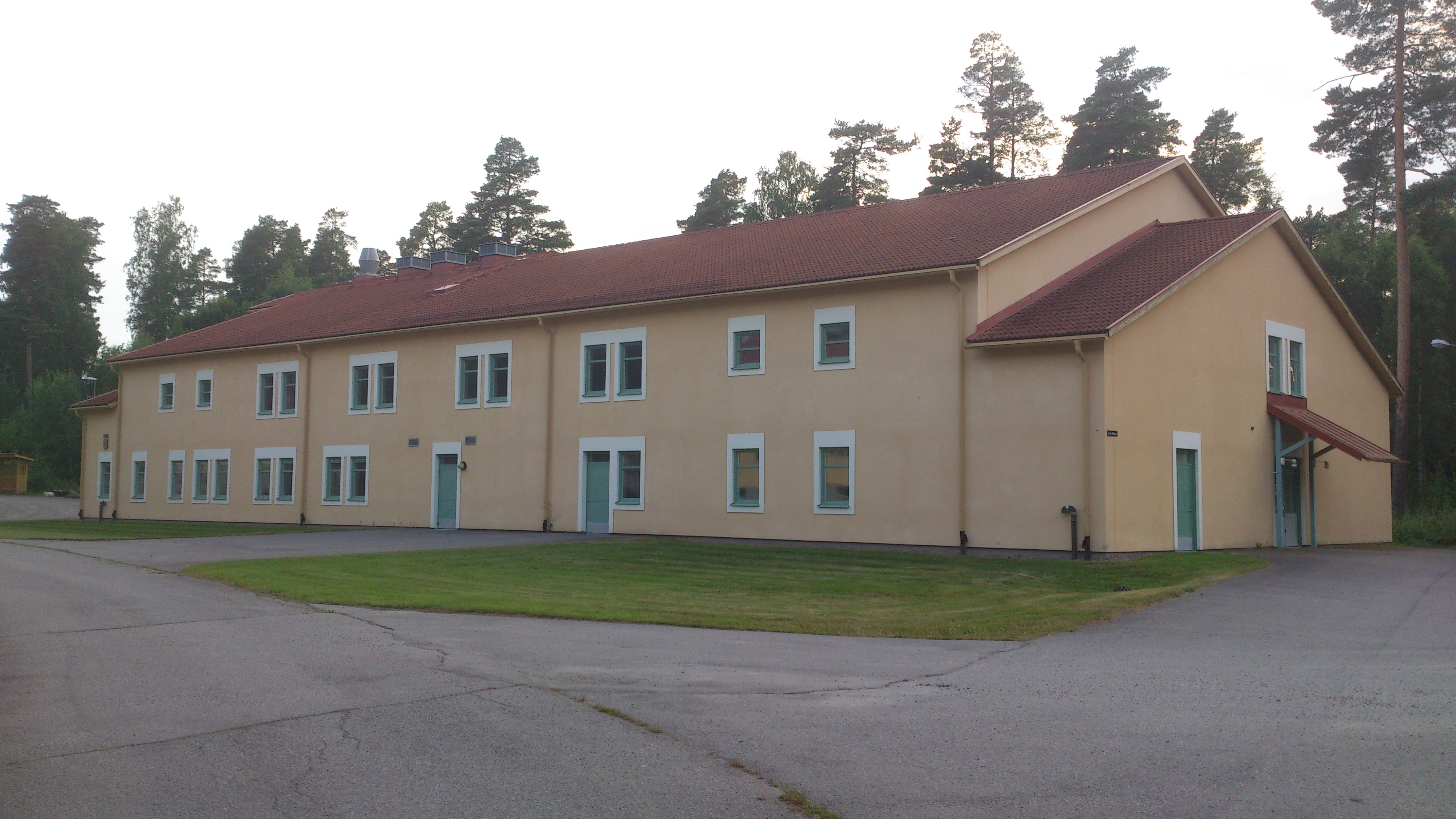
Kasern Eda Skans.
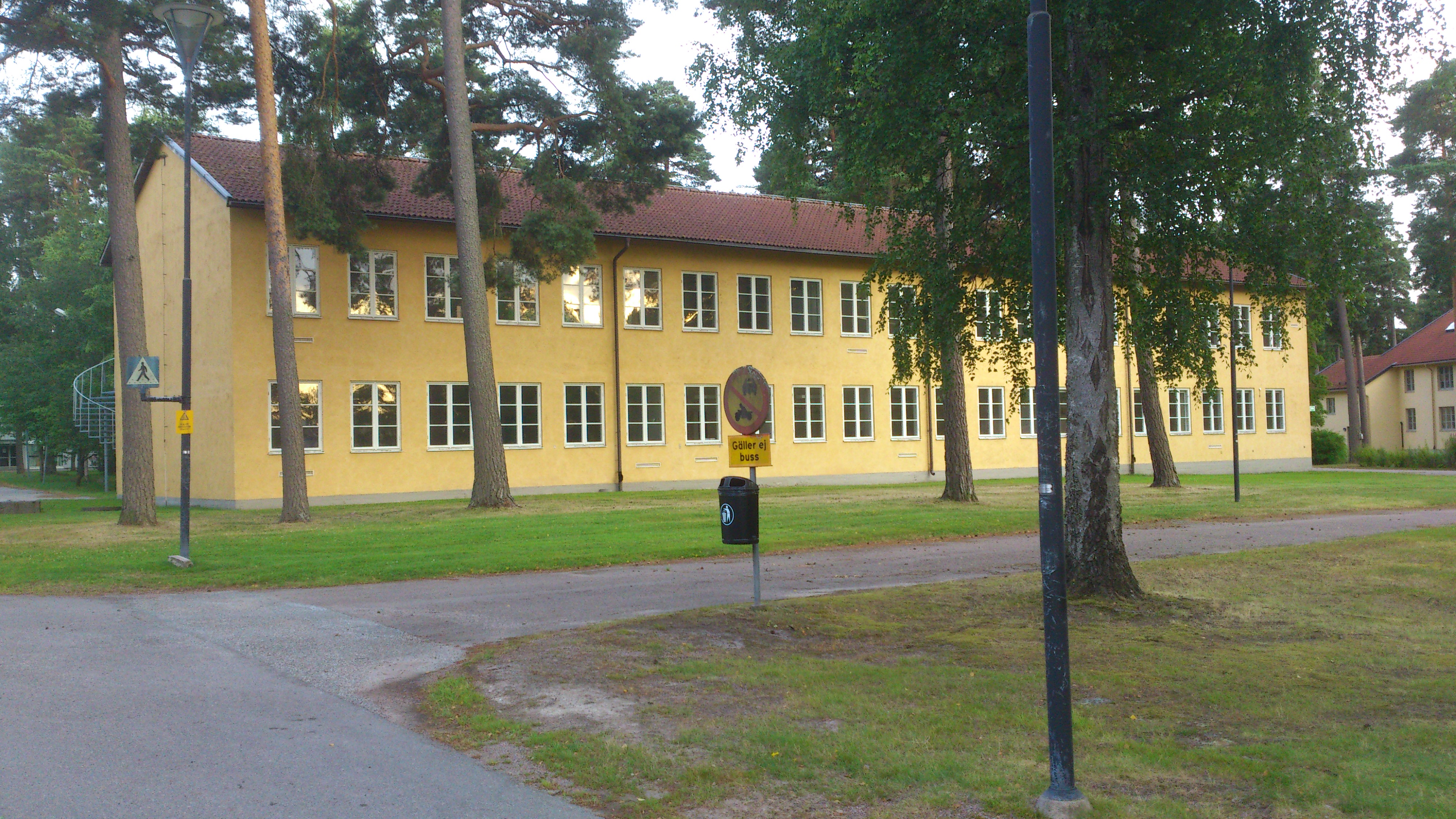
Före detta skolhuset vid garnisonen.
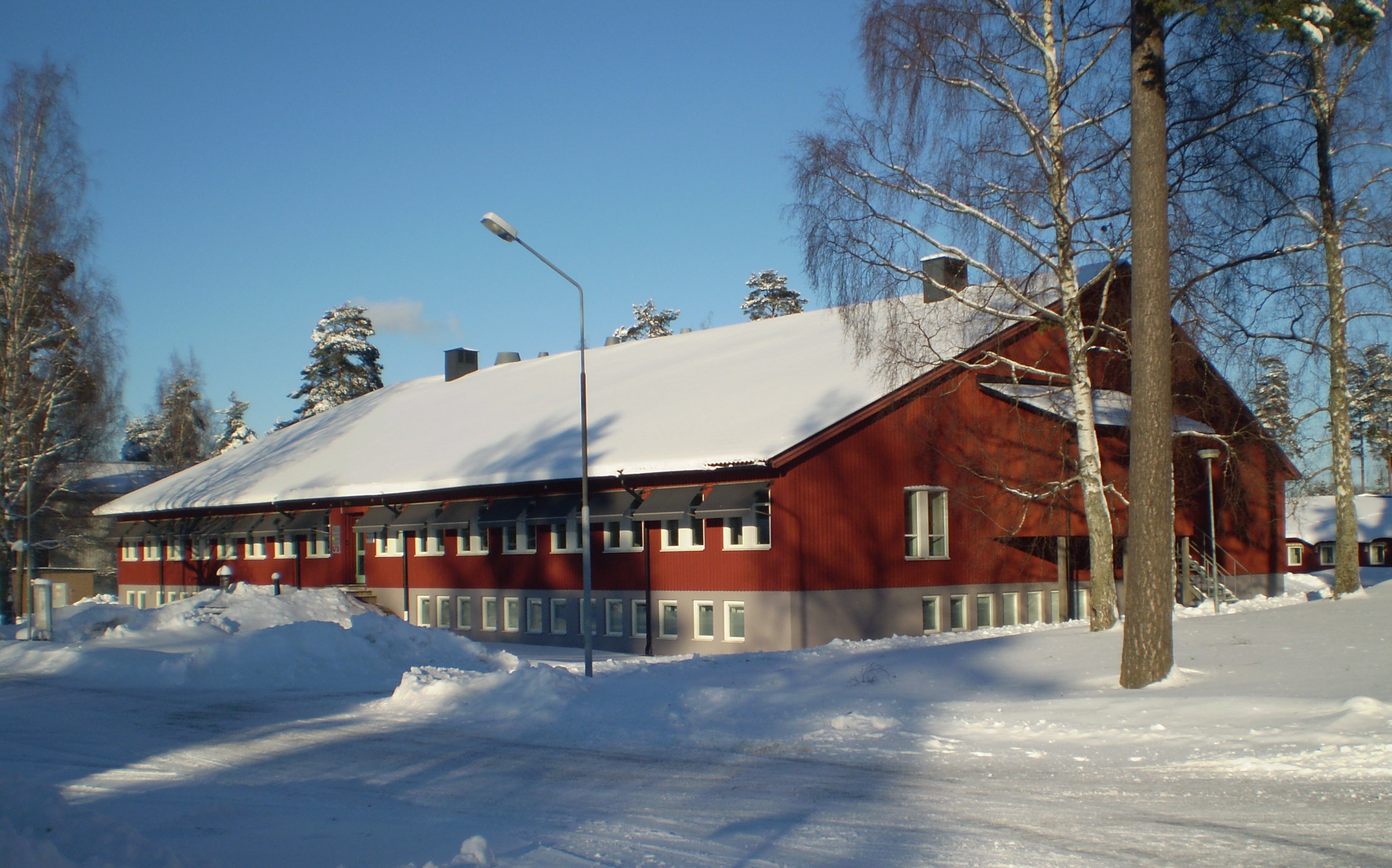
Före detta byggnad för Artilleriets stridsskola.
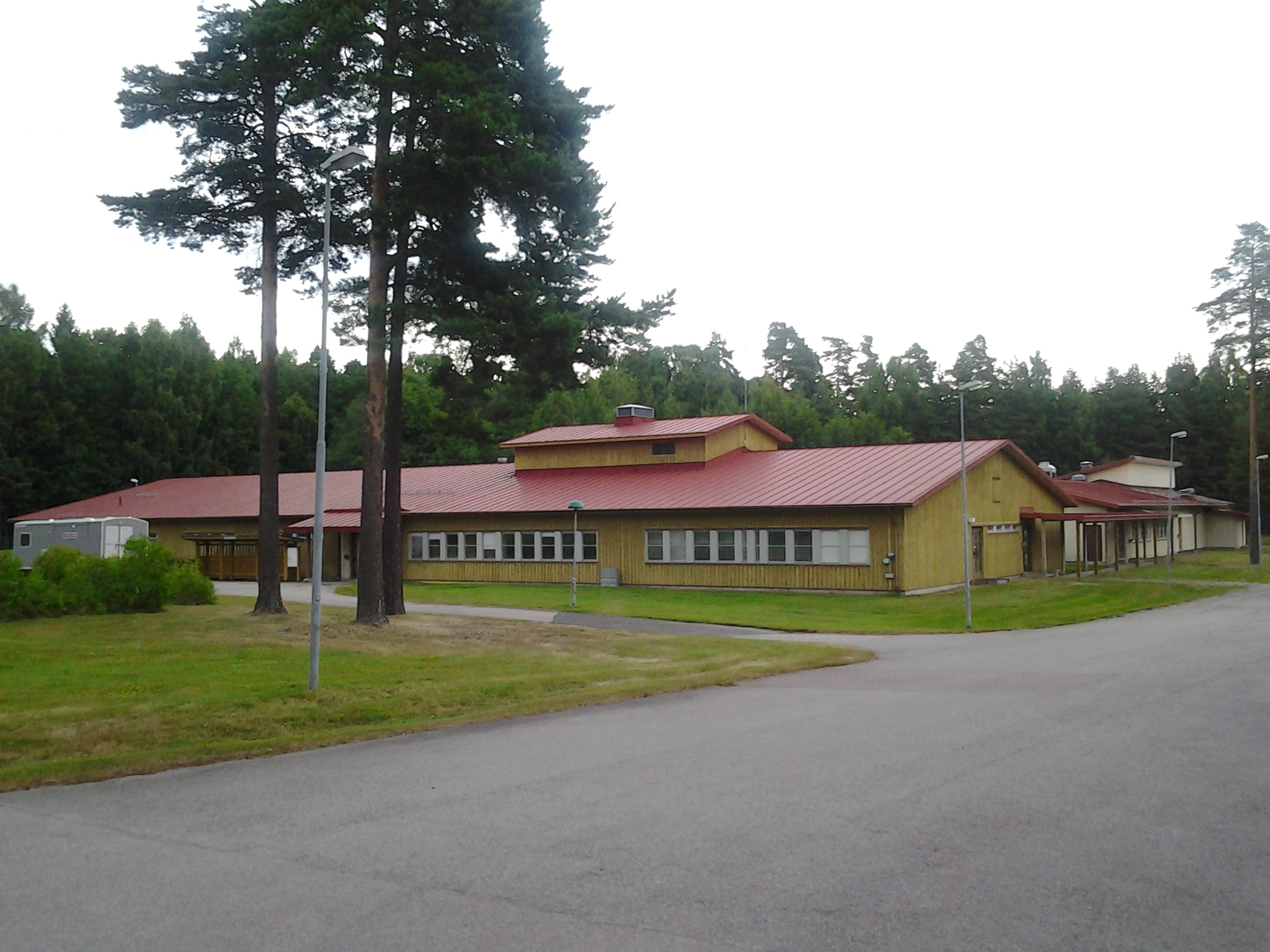
Före detta byggnad för Artilleriets officershögskola.
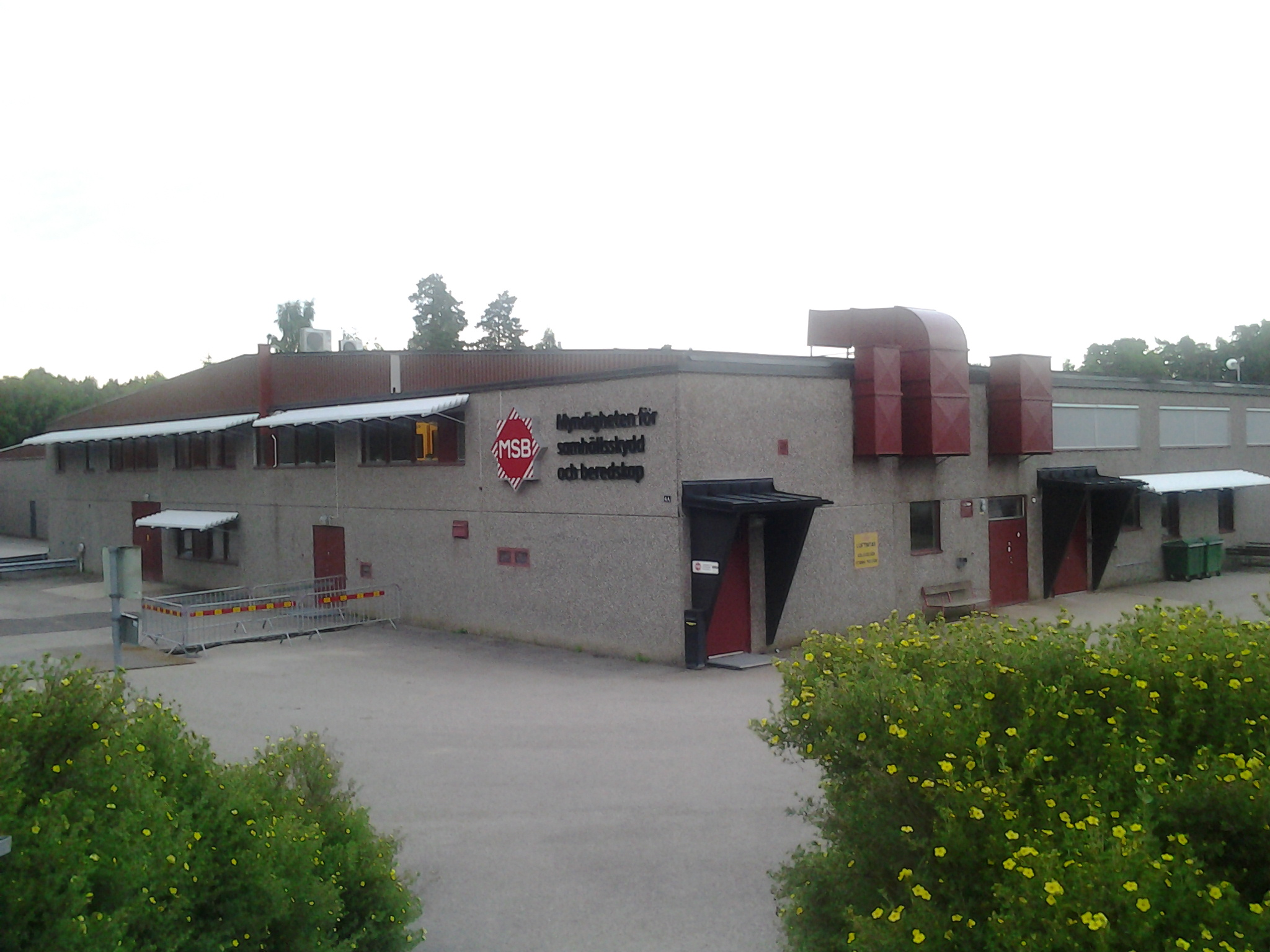
Före detta Truppserviceförrådet vid garnisonen.
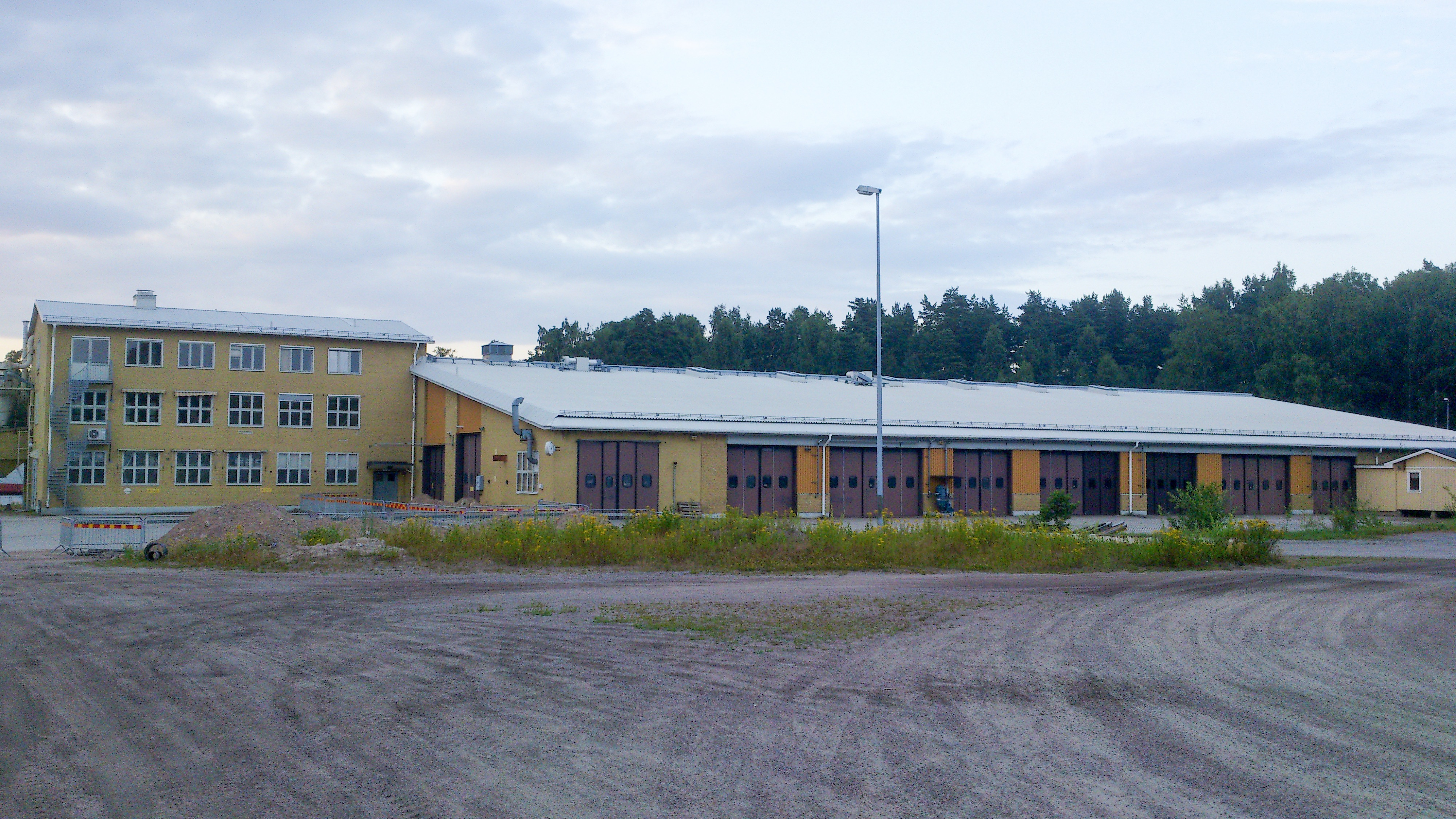
Före detta Miloverkstaden tillhörande Uhreg M.
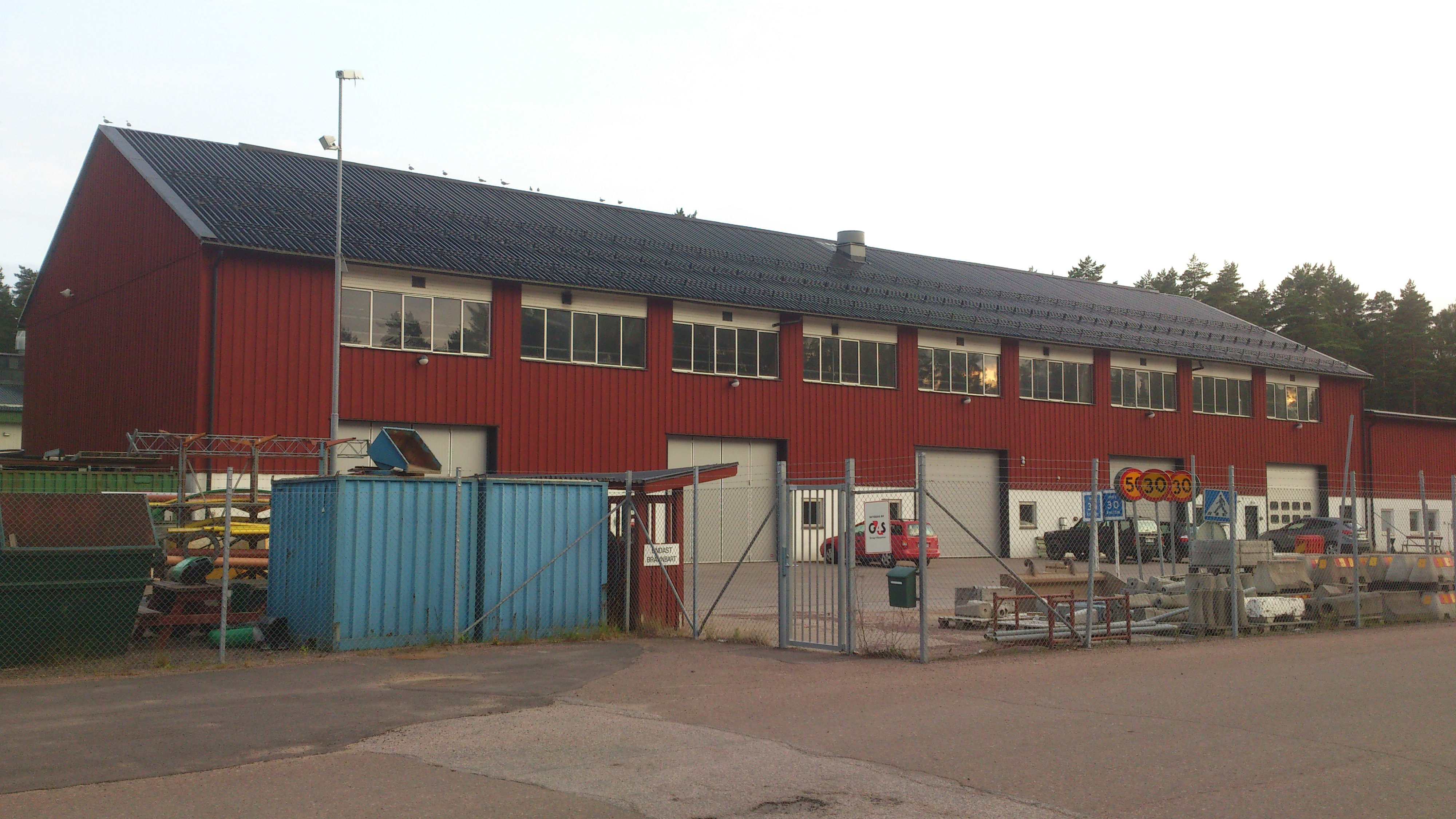
Före detta Artillerihallen.
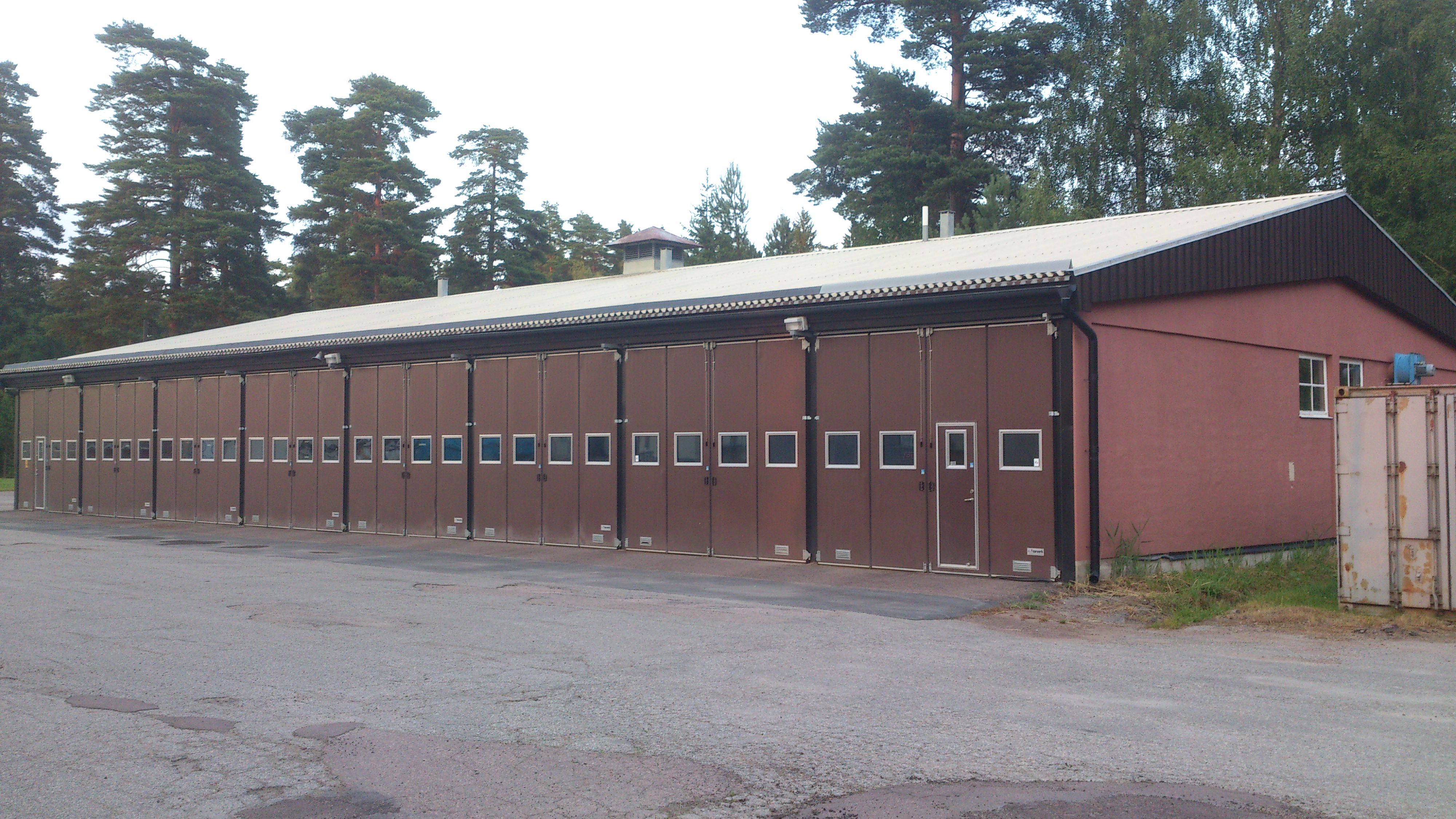
Före detta stridsfordonsgarage.
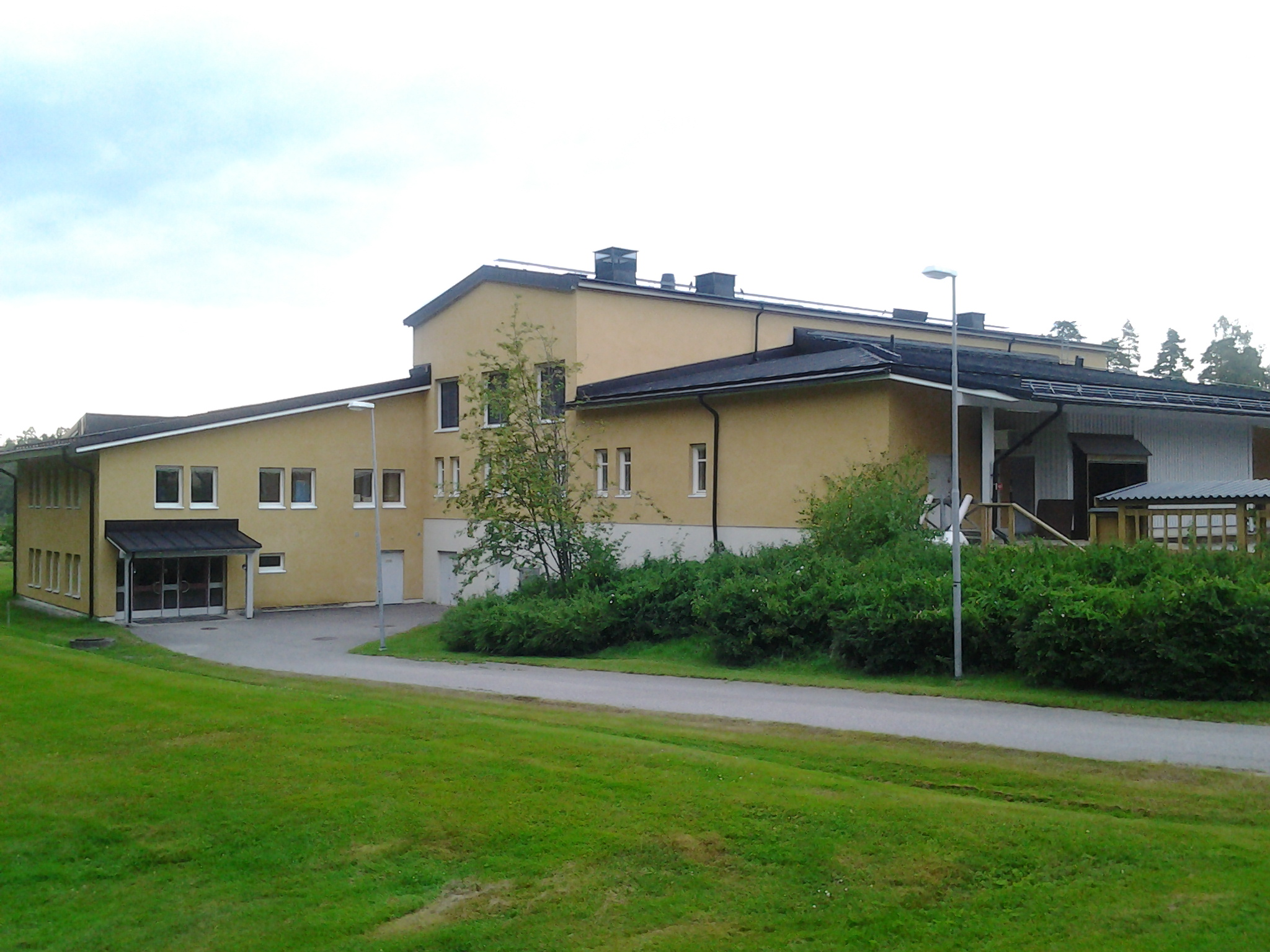
Före detta värnplikts- och personalrestaurangen Krongården.
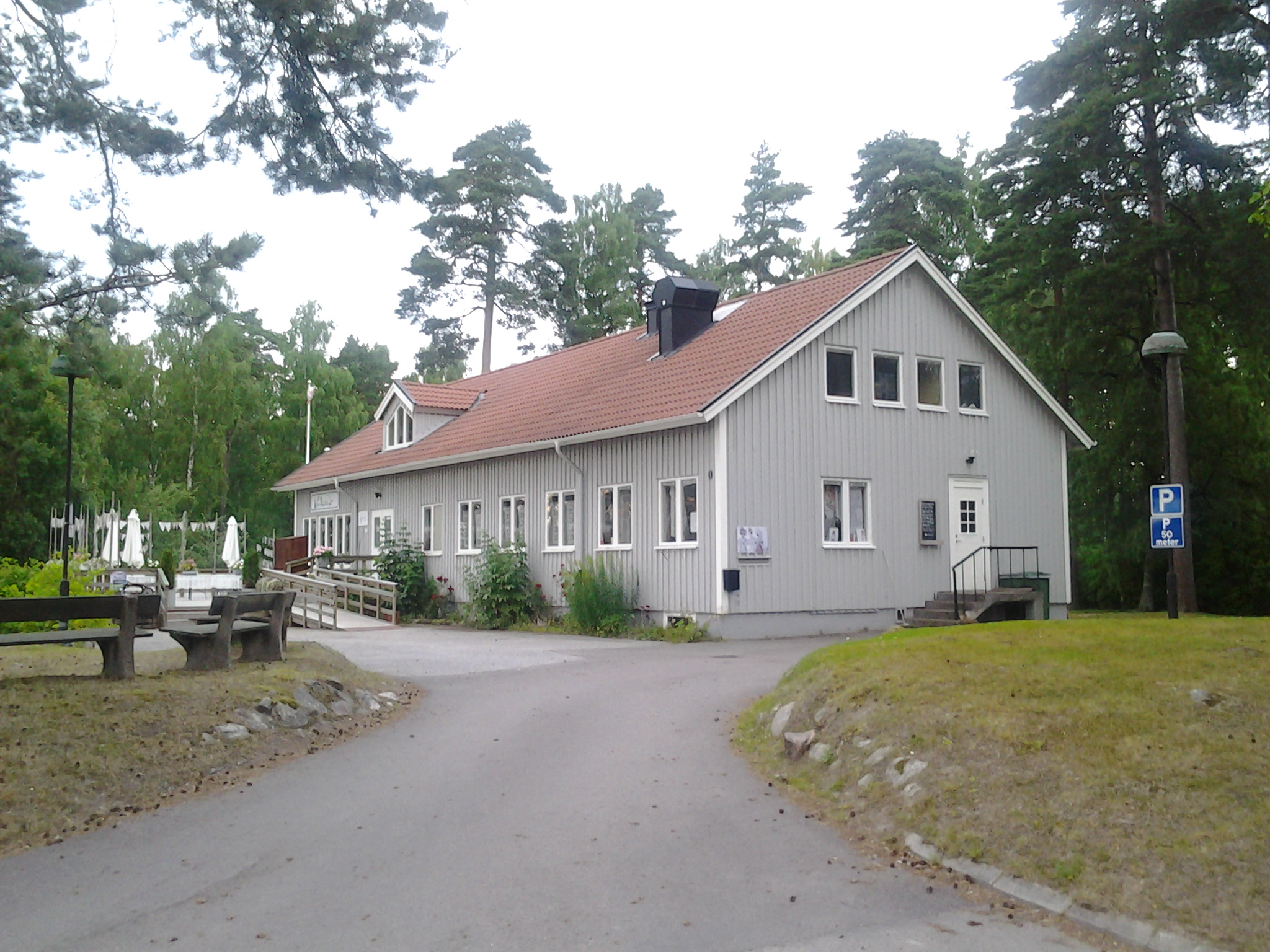
Före detta soldathemmet.